# Гэнряку
Гэнряку или Гэнрэки (яп. 元暦 гэнряку) — девиз правления (нэнго) японского императора Го-Тоба, использовавшийся с 1184 по 1185 год.
В течение этой эры продолжалась война Тайра и Минамото (1180—1185). В сложившейся ситуации двоевластия, в стране соседствовало сразу две системы летосчисления. Согласно календарю рода Тайра, в 1182—1185 годах продолжалась эра Дзюэй.

## Продолжительность
Начало и конец эры:
- 16-й день 4-й луны 3-го года Дзюэй (по юлианскому календарю — 27 мая 1184);
- 14-й день 8-й луны 2-го года Гэнряку (по юлианскому календарю — 9 сентября 1185).

## Происхождение
Название нэнго было заимствовано из классического древнекитайского сочинения «Шаншу Као Лин-яо» (кит. трад. 尚書考靈耀, пиньинь Shàngshū kǎo líng yào, буквально: «Рассмотрение сверхъестественных тварей из Книги документов»):「天地開闢、元暦紀名、月首甲子、冬至.

## События
даты по юлианскому календарю
- 25 апреля 1185 года (24-й день 3-й луны 2-го года Гэнряку) — битва при Данноура, окончившаяся поражением сил Тайра[5];
- 6 августа 1185 года (9-й день 7-й луны 2-го года) — столица и соседние провинции пострадали от разрушительного землетрясения, которое вошло в историю как Землетрясение годов Бундзи (яп. 文治地震 бундзи дзисин)[6][7];

## В художественной литературе
Землетрясение было подробно описано в повести Камо-но Тёмэя «Записки из кельи».
...горы распадались и погребали под собой реки; море наклонилось в одну сторону и затопило собой сушу; земля разверзалась, и вода бурля поднималась оттуда; скалы рассекались и скатывались вниз в долину; суда, плывущие вдоль побережья, носились по волнам; мулы, идущие по дорогам, не знали куда поставить ногу. Ещё хуже было в столице: повсюду и везде - ни один храм, ни один дом, пагода иль мавзолей не остался целым. Когда они разваливались или рушились наземь, пыль подымалась, словно густой дым. Гул от сотрясения почвы, от разрушения домов был совсем, что гром.

## Сравнительная таблица
Ниже представлена таблица соответствия японского традиционного и европейского летосчисления. В скобках к номеру года японской эры указано название соответствующего года из 60-летнего цикла китайской системы гань-чжи. Японские месяцы традиционно названы лунами.
| 1-й год Гэнряку (Деревянный Дракон) | 1-я луна*       | 2-я луна  | 3-я луна* | 4-я луна* | 5-я луна  | 6-я луна* | 7-я луна  | 8-я луна   | 9-я луна*   | 10-я луна  | 11-я луна | 12-я луна*    |
| 3-й год Дзюэй                       | 1-я луна*       | 2-я луна  | 3-я луна* | 4-я луна* | 5-я луна  | 6-я луна* | 7-я луна  | 8-я луна   | 9-я луна*   | 10-я луна  | 11-я луна | 12-я луна*    |
| ----------------------------------- | --------------- | --------- | --------- | --------- | --------- | --------- | --------- | ---------- | ----------- | ---------- | --------- | ------------- |
| Юлианский календарь                 | 14 февраля 1184 | 14 марта  | 13 апреля | 12 мая    | 10 июня   | 10 июля   | 8 августа | 7 сентября | 7 октября   | 5 ноября   | 5 декабря | 4 января 1185 |
| 2-й год Гэнряку (Деревянная Змея)   | 1-я луна        | 2-я луна* | 3-я луна  | 4-я луна* | 5-я луна* | 6-я луна  | 7-я луна* | 8-я луна   | 9-я луна*   | 10-я луна  | 11-я луна | 12-я луна     |
| 4-й год Дзюэй                       | 1-я луна        | 2-я луна* | 3-я луна  | 4-я луна* | 5-я луна* | 6-я луна  | 7-я луна* | 8-я луна   | 9-я луна*   | 10-я луна  | 11-я луна | 12-я луна     |
| Юлианский календарь                 | 2 февраля 1185  | 4 марта   | 2 апреля  | 2 мая     | 31 мая    | 29 июня   | 29 июля   | 27 августа | 26 сентября | 25 октября | 24 ноября | 24 декабря    |

* звёздочкой отмечены короткие месяцы (луны) продолжительностью 29 дней. Остальные месяцы длятся 30 дней.